# Villelongue
Villelongue (gaskognisch Vilalònca) ist eine französische Gemeinde mit 353 Einwohnern (Stand 1. Januar 2022) im Département Hautes-Pyrénées in der Region Okzitanien; sie gehört zum Arrondissement Argelès-Gazost und zum Kanton La Vallée des Gaves.

## Lage
Villelongue liegt im Süden des Départements Hautes-Pyrénées rund 33 Kilometer (Luftlinie) südsüdwestlich von Tarbes. Der Ort liegt am westlichen Abhang des Bergs Soum Arrouy (2484 m) östlich des Flusses Gave de Gavarnie im Umfeld des Nationalparks Pyrenäen.
Zur Gemeinde gehört der Weiler (hameau) Ortiac sowie Einzelgehöfte.

## Geschichte
Eine erste namentliche Erwähnung als Villa Longa erfuhr der Ort im Jahr 1168 in einer Bulle von Papst Alexander III. Im frühen Mittelalter wechselte die Herrschaft häufig (Westgoten, Basken, Franken, Sarazenen). Danach war der Ort jahrhundertelang unter der Herrschaft des Königreichs Aquitanien respektive des Herzogtums Gascogne. Von 900 bis 1609 gab es eine Grafschaft Bigorre innerhalb der vorgenannten Gebiete. Im Hundertjährigen Krieg war Villelongue manchmal unter englischer, manchmal unter französischer Herrschaft. Von 1425 bis 1609 gehörte der Ort als Teil der Grafschaft Bigorre zur nur lose mit Frankreich verbundenen Grafschaft Foix. Weil der letzte Herrscher dieser Grafschaft, König Heinrich II. aus dem Hause Bourbon, 1589 den Thron von Frankreich (als Heinrich IV.) bestieg, waren die Orte der Region 1609 bis 1789 Krondomäne. Die Gemeinde gehörte von 1793 bis 1801 zum District Argelès. Zudem war sie von 1793 bis 1801 Teil des Kantons Préchac und von 1801 bis 2015 Teil des Kantons Argelès-Gazost (1793–1896 unter dem Namen Kanton Argelès). Mit Ausnahme der Jahre 1926 bis 1942 (Arrondissement Bagnères) war Villelongue seit 1801 Teil des Arrondissements Argelès-Gazost.

## Bevölkerungsentwicklung
| Jahr                       | 1962 | 1968 | 1975 | 1982 | 1990 | 1999 | 2006 | 2011 | 2020 |
| Einwohner                  | 467  | 404  | 362  | 321  | 313  | 291  | 320  | 384  | 382  |
| Quellen: Cassini und INSEE |      |      |      |      |      |      |      |      |      |

Im 19. Jahrhundert zählte der Ort oft über 600 Einwohner. Die zunehmende Mechanisierung der Landwirtschaft führte zu einem kontinuierlichen Absinken der Einwohnerzahlen bis auf die Tiefststände in neuerer Zeit. Seit 1999 wächst die Einwohnerzahl allerdings wieder an.

## Sehenswürdigkeiten

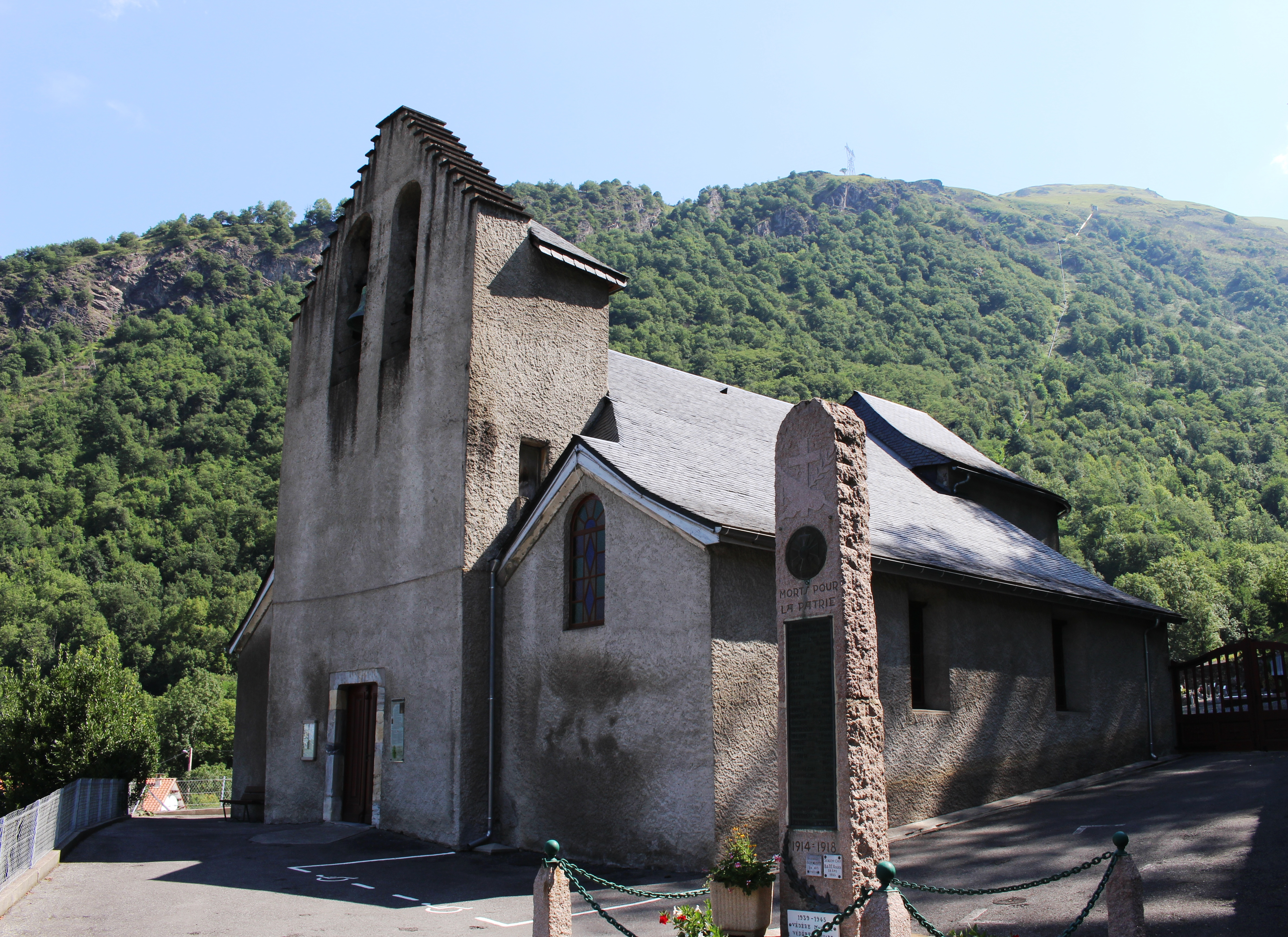
Kirche Saint-Martin
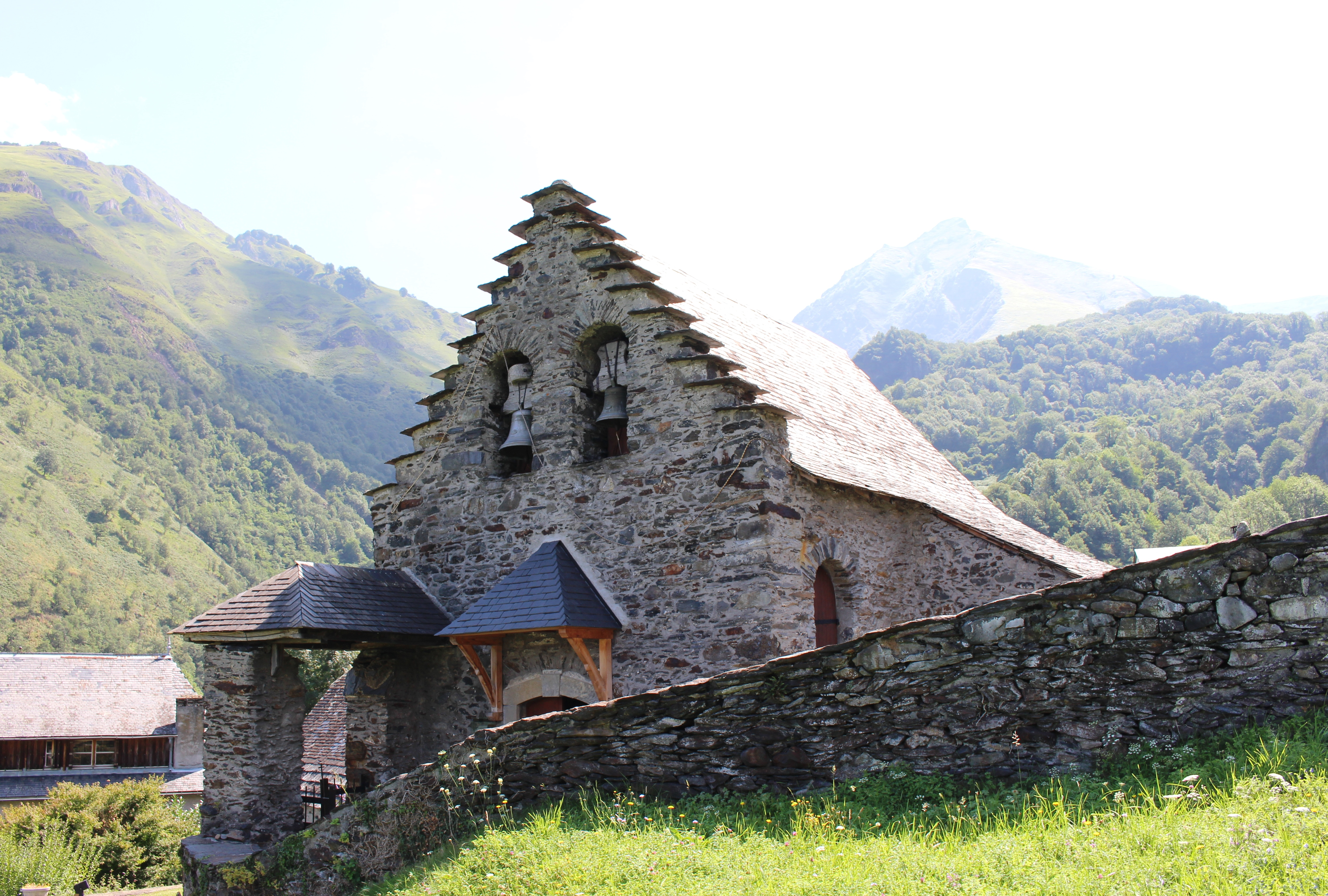
Kapelle Sainte-Catherine in Ortiac
- mehrere Mühlen
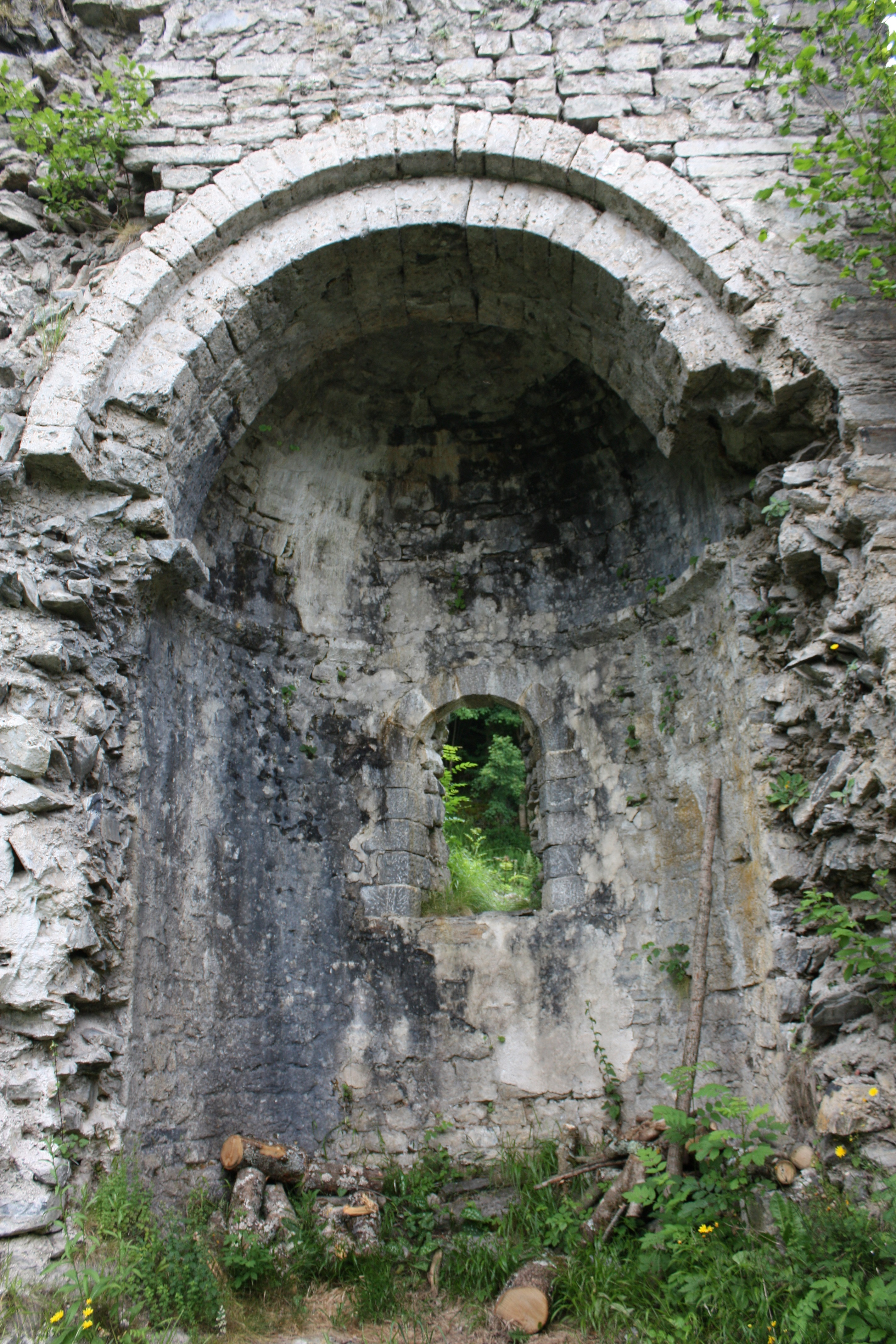
Ruinen der Abtei Saint-Orens
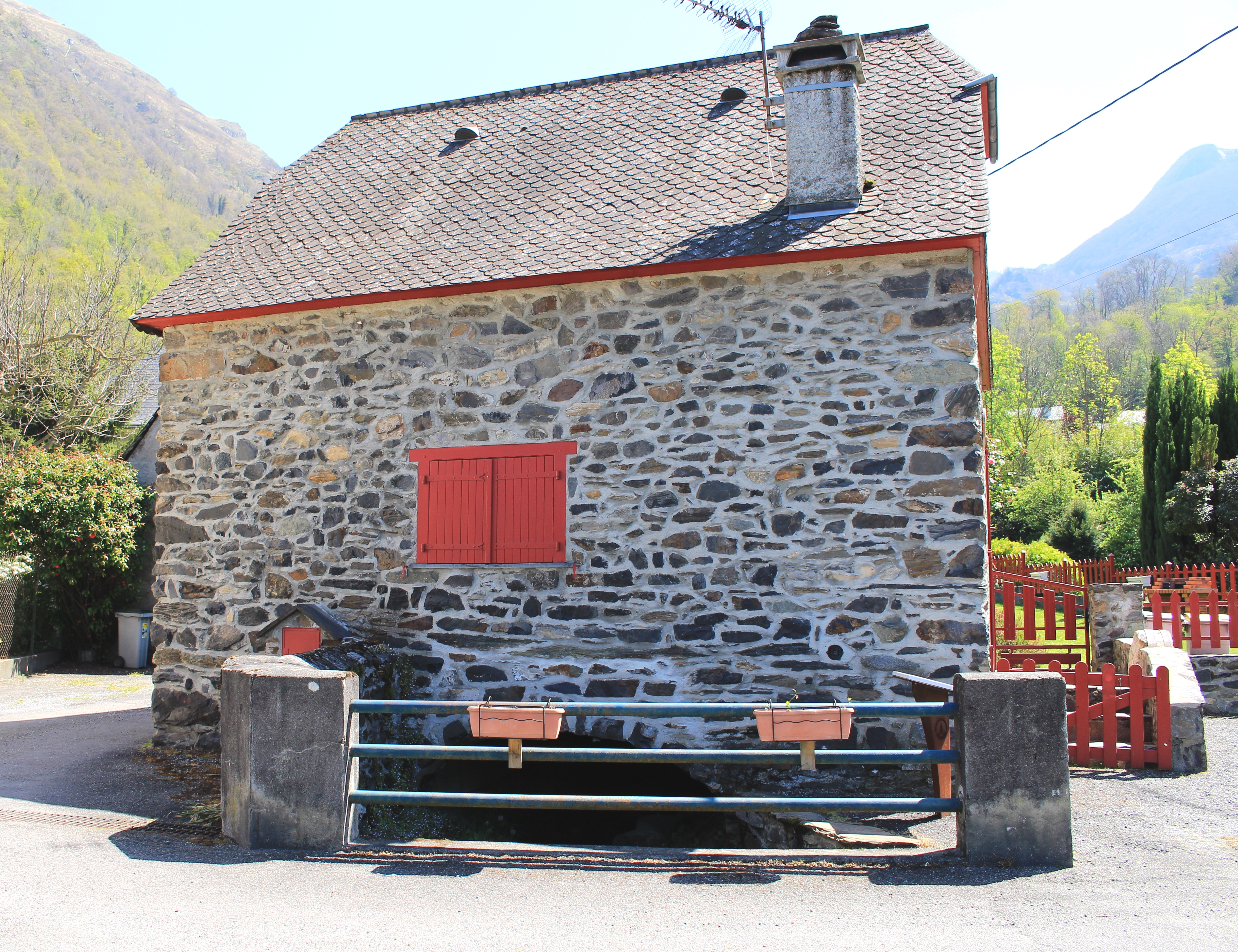
Wassermühle
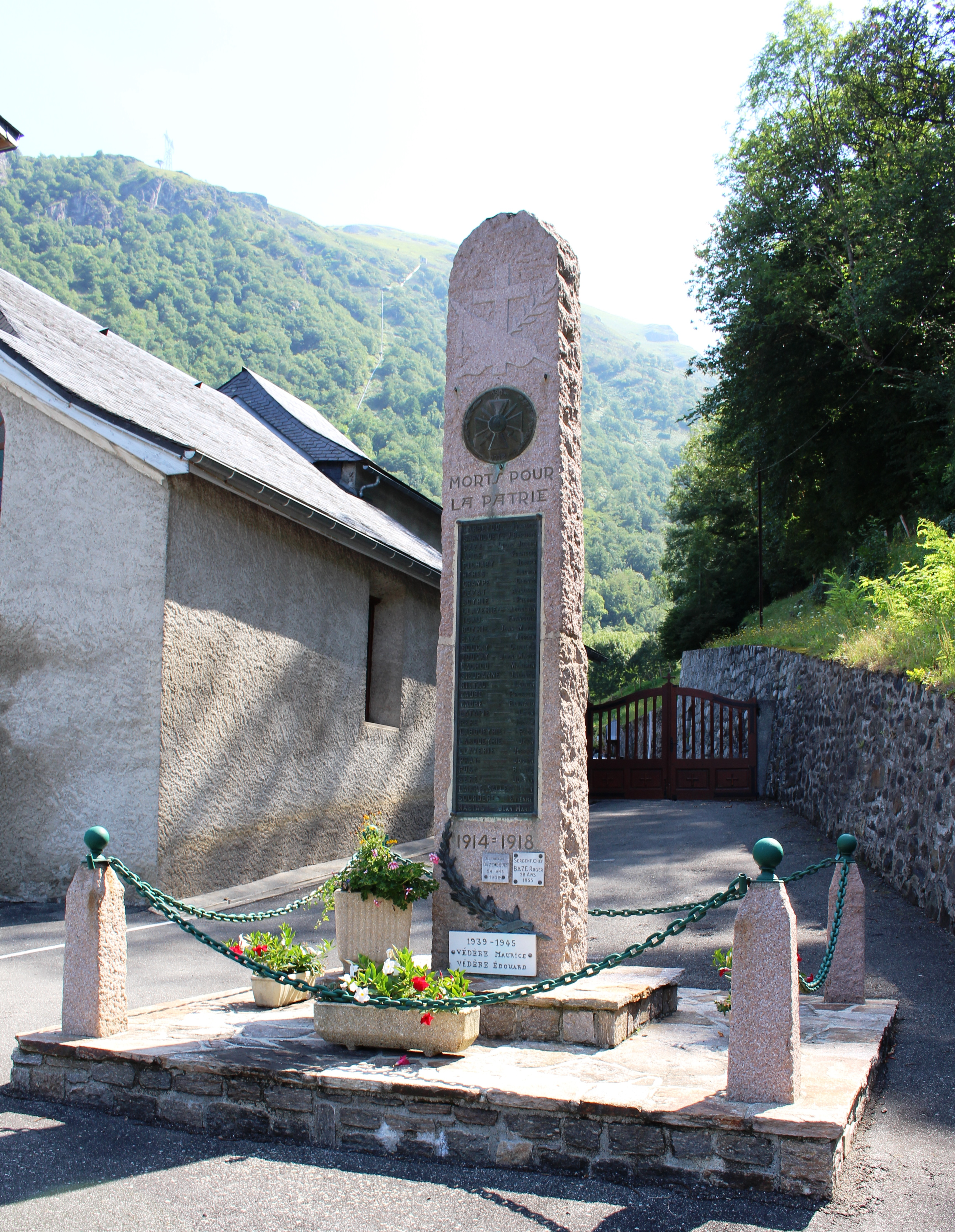
Gefallenendenkmal

- zwei Wegkreuze

- Kirche Saint-Martin
- Kapelle Sainte-Catherine
- Ruinen der Abtei Saint-Orens
- Wassermühle
- Gefallenendenkmal